# Champigneul-Champagne
Pour les articles homonymes, voir Champagne.
Champigneul-Champagne est une commune française, située dans le département de la Marne en région Grand Est.

## Géographie

### Localisation
| Athis              | Jâlons                |           |
| Les Istres-et-Bury | Champigneul-Champagne | Matougues |
|                    | Pocancy               | Thibie    |

### Hydrographie
La commune est dans la région hydrographique « la Seine de sa source au confluent de l'Oise (exclu) » au sein du bassin Seine-Normandie. Elle est drainée par la Somme-Soude, le Pisseleu, le canal 01 de la commune de Champigneul-Champagne, le canal 01 de la Culée, le canal 01 de la Rigole, le canal 01 des Prés Tartier, le cours d'eau 04 du Moulin, le Fossé 01 de la Noue de Fer, le Fossé 01 du Champ la Croix, Noue et divers autres petits cours d'eau,.
La Somme-Soude, d'une longueur de 60 km, prend sa source dans la commune de Sommesous et se jette  dans la Marne à Aigny, après avoir traversé 18 communes. 

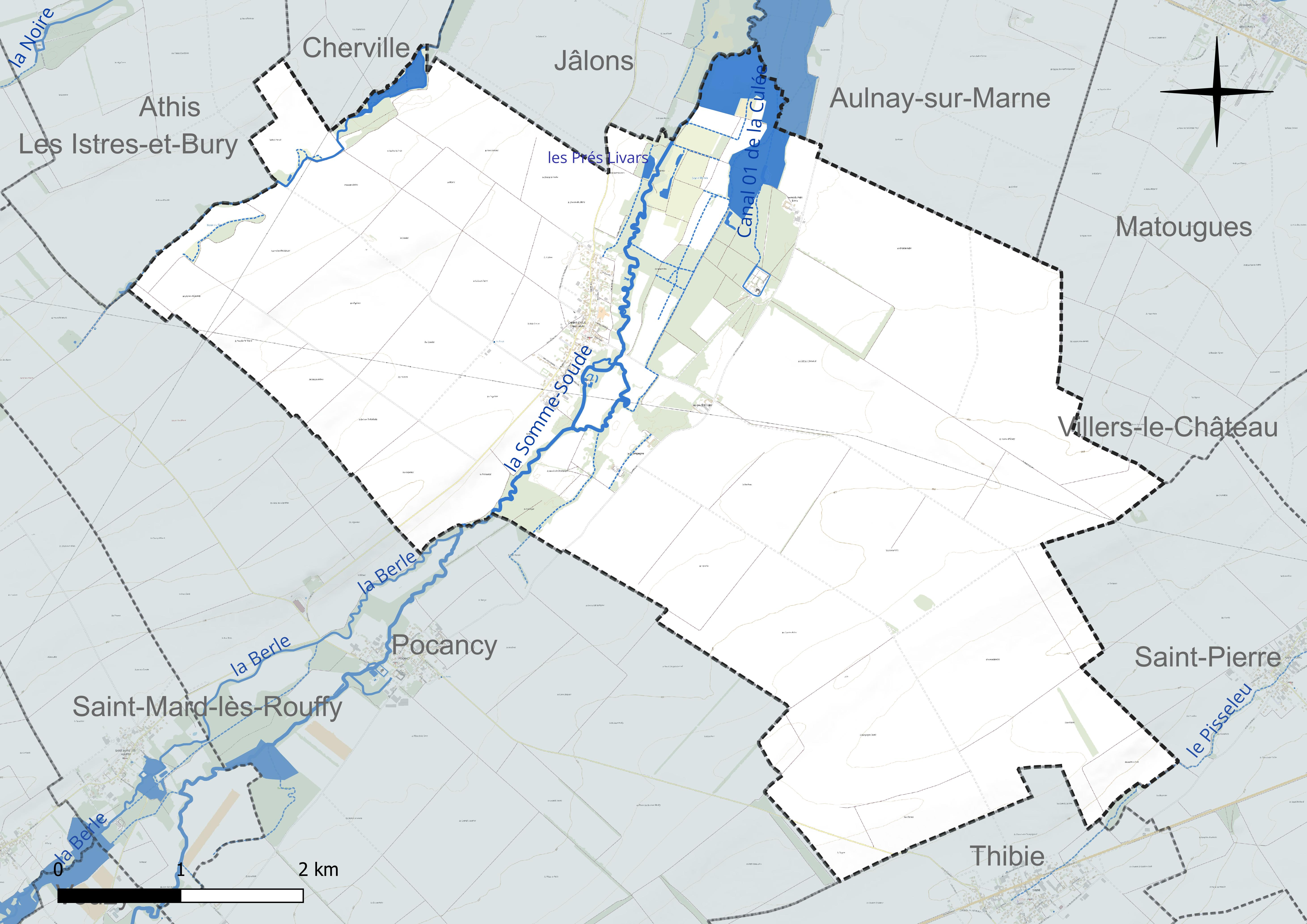
Réseau hydrographique de Champigneul-Champagne.

Un plan d'eau complète le réseau hydrographique : les Prés Livars (1,3 ha),.

### Climat
Pour des articles plus généraux, voir Climat du Grand Est et Climat de la Marne.
En 2010, le climat de la commune est de type climat océanique dégradé des plaines du Centre et du Nord, selon une étude du Centre national de la recherche scientifique s'appuyant sur une série de données couvrant la période 1971-2000. En 2020, Météo-France publie une typologie des climats de la France métropolitaine dans laquelle la commune est exposée à un climat océanique altéré et est dans la région climatique  Nord-est du bassin Parisien, caractérisée par un ensoleillement médiocre, une pluviométrie moyenne régulièrement répartie au cours de l’année et un hiver froid (3 °C). 
Pour la période 1971-2000, la température annuelle moyenne est de 10,4 °C, avec une amplitude thermique annuelle de 15,9 °C. Le cumul annuel moyen de précipitations est de 653 mm, avec 10,8 jours de précipitations en janvier et 7,9 jours en juillet. Pour la période 1991-2020, la température moyenne annuelle observée sur la station météorologique de Météo-France la plus proche, « Fagnières-Inra », sur la commune de Fagnières à 11 km à vol d'oiseau, est de 11,2 °C et le cumul annuel moyen de précipitations est de 632,3 mm. 
La température maximale relevée sur cette station est de 41,8 °C, atteinte le 25 juillet 2019 ; la température minimale est de −21 °C, atteinte le 6 janvier 1985,,. 
Les paramètres climatiques de la commune ont été estimés pour le milieu du siècle (2041-2070) selon différents scénarios d'émission de gaz à effet de serre à partir des nouvelles projections climatiques de référence DRIAS-2020. Ils sont consultables sur un site dédié publié par Météo-France en novembre 2022.

## Urbanisme

### Typologie
Au 1er janvier 2024, Champigneul-Champagne est catégorisée commune rurale à habitat dispersé, selon la nouvelle grille communale de densité à sept niveaux définie par l'Insee en 2022.
Elle est située hors unité urbaine. Par ailleurs la commune fait partie de l'aire d'attraction de Châlons-en-Champagne, dont elle est une commune de la couronne,. Cette aire, qui regroupe 97 communes, est catégorisée dans les aires de 50 000 à moins de 200 000 habitants,.

### Occupation des sols
L'occupation des sols de la commune, telle qu'elle ressort de la base de données européenne d’occupation biophysique des sols Corine Land Cover (CLC), est marquée par l'importance des territoires agricoles (89,5 % en 2018), une proportion sensiblement équivalente à celle de 1990 (89,9 %). La répartition détaillée en 2018 est la suivante : 
terres arables (89,5 %), forêts (6,6 %), zones urbanisées (1,6 %), zones humides intérieures (1,5 %), milieux à végétation arbustive et/ou herbacée (0,7 %). L'évolution de l’occupation des sols de la commune et de ses infrastructures peut être observée sur les différentes représentations cartographiques du territoire : la carte de Cassini (XVIIIe siècle), la carte d'état-major (1820-1866) et les cartes ou photos aériennes de l'IGN pour la période actuelle (1950 à aujourd'hui).

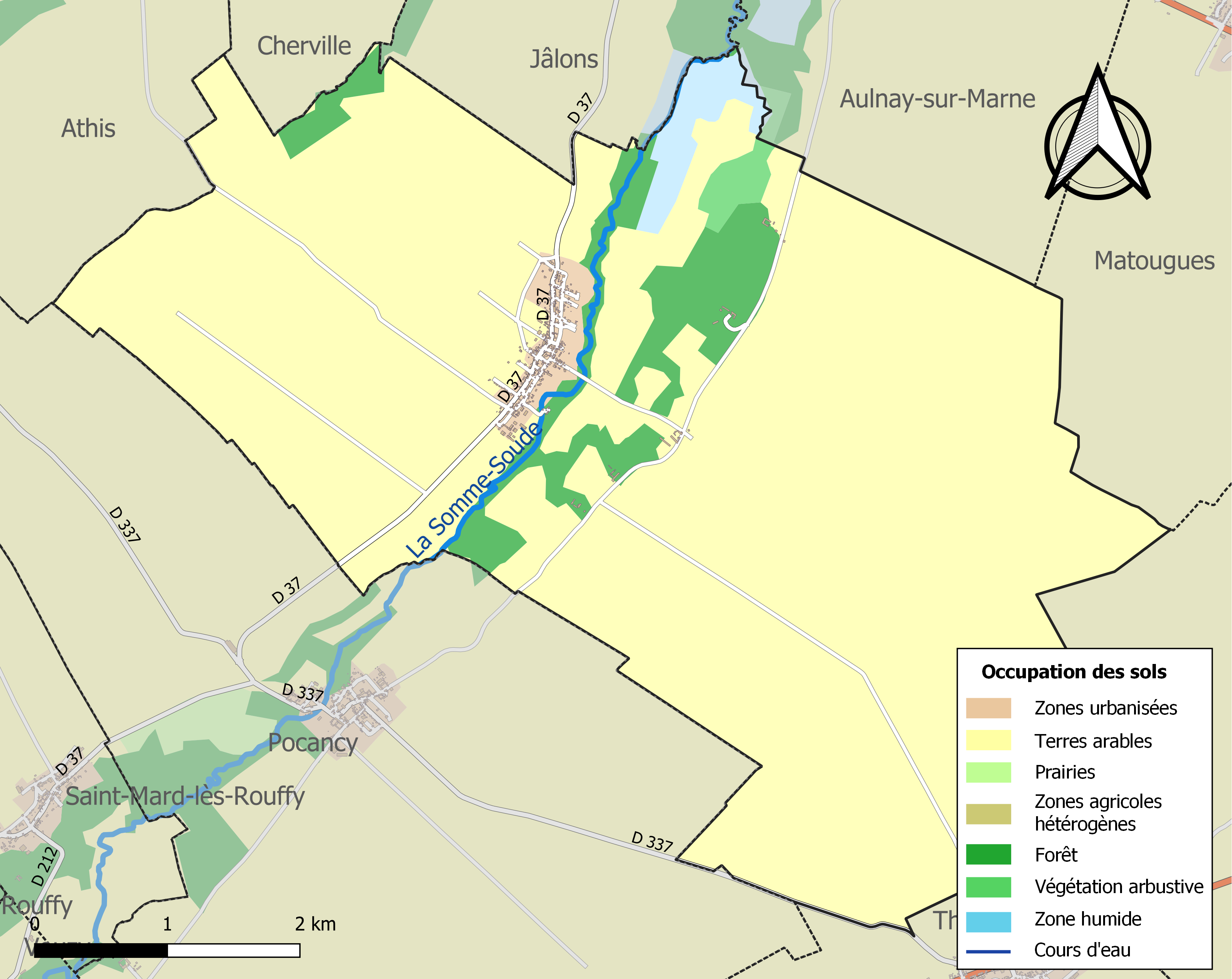
Carte des infrastructures et de l'occupation des sols de la commune en 2018 (CLC).

## Toponymie
Champigneul est attesté sous les formes Campinolum (1107) ; Campenolia (1147-1151) ; Campinolia (1213) ; Champoignilia (1215) ; Champinole (1263) ; Campaniola (1289) ; Champygnoles (128.) ; Champignole (vers 1300) ; In villa et finagio de Champignol (1307) ; Champignoles (1313) ; Champigneules (1326) ; Champignol (1330) ; Champignolia (1333) ; Champigneilles (1465) ; Champigneullez (1469) ; Champigneulles (1472) ; Champignolles (1515) ; Champigneulle (1521) ; Champinelle (1526) ; Champignolle (1537) ; Champineules, Champigneles (1556) ; Champigneuille (1626) ; Champigneul-lès-Escuris (vers 1700) ; Campinoliæ juxta Campaniam, vulgo Champigneulle (1755).

Du bas latin campania et du suffixe diminutif -eolas : « petites étendues de plaine ». 
Champagne est attesté sous les formes Camponia (865) ; Campona (1131-1142) ; Campoigne (1185) ; Campania (1215) ; Champoingne (1215) ; Chanpangne (vers 1222) ; Champoigne (1261) ; Champaingne (128.) ; Champaigne (1405) ; Ung fief ou ung lieu où jadis souloit avoir village nommé Champaigne emprès Champigneilles… (1465) ; Champainne (1469) ; Champagne-lez-Champignolles (1515) ; Champagne-lez-Champigneulle (1580).

Le nom est issu de l'ancien français canpayne. Datant du XIe siècle, ce mot signifie « grande étendue de terrain plat ».

## Histoire
En 1845, Champigneul (ou Champigneulle) fusionne avec Écury-le-Petit, et devient Champigneul-Écury-le-Petit. En 1852, Champigneul-Écury-le-Petit fusionne avec Champagne, et devient Champigneul-Champagne.

## Politique et administration

### Intercommunalité
Conformément au schéma départemental de coopération intercommunale de la Marne du 15 décembre 2011, la commune antérieurement membre de la communauté de communes de Jâlons, est désormais membre de la nouvelle communauté d'agglomération Cités-en-Champagne.
Celle-ci résulte en effet de la fusion,  au 1er janvier 2014, de l'ancienne communauté d'agglomération de Châlons-en-Champagne, de la communauté de communes de l'Europort, de la communauté de communes de Jâlons (sauf la commune de Pocancy qui a rejoint la communauté de communes de la Région de Vertuc) et de la communauté de communes de la Région de Condé-sur-Marne,.

### Liste des maires
| Période                                  | Période                      | Identité       | Étiquette | Qualité                        |
| ---------------------------------------- | ---------------------------- | -------------- | --------- | ------------------------------ |
| Les données manquantes sont à compléter. |                              |                |           |                                |
| avant 1876                               | après 1877                   | Jacquet        |           |                                |
| ?                                        | mars 2008                    | Jack Hutteau   |           |                                |
| mars 2008                                | En cours (au 4 juillet 2014) | Marcel Leherle |           | Réélu pour le mandat 2014-2020 |

## Démographie
L'évolution du nombre d'habitants est connue à travers les recensements de la population effectués dans la commune depuis 1793. Pour les communes de moins de 10 000 habitants, une enquête de recensement portant sur toute la population est réalisée tous les cinq ans, les populations de référence des années intermédiaires étant quant à elles estimées par interpolation ou extrapolation. Pour la commune, le premier recensement exhaustif entrant dans le cadre du nouveau dispositif a été réalisé en 2005.

En 2022, la commune comptait 323 habitants, en évolution de +3,53 % par rapport à 2016 (Marne : −1,19 %, France hors Mayotte : +2,11 %).
| 1793 | 1800 | 1806 | 1821 | 1831 | 1836 | 1841 | 1846 | 1851 |
| ---- | ---- | ---- | ---- | ---- | ---- | ---- | ---- | ---- |
| 319  | 362  | 387  | 378  | 371  | 370  | 381  | 411  | 401  |

| 1856 | 1861 | 1866 | 1872 | 1876 | 1881 | 1886 | 1891 | 1896 |
| ---- | ---- | ---- | ---- | ---- | ---- | ---- | ---- | ---- |
| 451  | 426  | 406  | 400  | 391  | 368  | 345  | 329  | 311  |

| 1901 | 1906 | 1911 | 1921 | 1926 | 1931 | 1936 | 1946 | 1954 |
| ---- | ---- | ---- | ---- | ---- | ---- | ---- | ---- | ---- |
| 328  | 322  | 304  | 252  | 238  | 254  | 269  | 260  | 252  |

| 1962 | 1968 | 1975 | 1982 | 1990 | 1999 | 2005 | 2006 | 2010 |
| ---- | ---- | ---- | ---- | ---- | ---- | ---- | ---- | ---- |
| 289  | 298  | 279  | 261  | 262  | 242  | 252  | 261  | 286  |

| 2015 | 2020 | 2022 | - | - | - | - | - | - |
| ---- | ---- | ---- | - | - | - | - | - | - |
| 310  | 322  | 323  | - | - | - | - | - | - |

## Culture locale et patrimoine

### Lieux et monuments
- Le château Saint-Georges des XVe, XVIe et XIXe siècles dont la poterne, les élévations et la toiture sont classées[29]. Il s'agit d'une propriété privée.
- L'église Saint-Rémy de Champigneul, datée du XIIe siècle[30].